# Caltabellottski sporazum
Caltabellottski sporazum ali  Caltabellottski mir, podpisan 31. avgusta 1302, je bil zadnji v nizu sporazumov, vključno s Taraskonskim in Ananijskim, s katerim so se končali konflikti med Anžujci in Barcelonsko dinastijo za posesti v Sredozemlju, zlasti na Siciliji in v Mezzogiornu.
Sporazum je razdelil Kraljevino Sicilijo razdelil na otoški del (Sicilija) in celinski del (Mezzogiorno). Sicilija, imenovana Kraljevina Trinakrija, je pripadla vladakočemu kralju Frideriku III. Sicilskemu. Mezzogiorno, ki se je imenoval Kraljevina Sicilija,  sodobni zgodovinarji pa ga imenujejo Neapeljsko kraljestvo, je pripadel Karlu II. Anžujskemu, ki je že vladal na tem ozemlju. Sporazum je bil formalno priznanje nelagodnega statusa quo.
Sporazum je določal, da bo Trinakrija ob Friderikovi smrti prešla v last Anžuvincev, do takrat pa je Karel v zameno plačeval Frideriku davek 100.000 unč zlata letno. Friderik je nemudoma predal vse svoje posesti v Kalabriji in drugod na celini ter izpustil Karlovega sina Filipa, princa Tarantskega, iz zapora v Cefalùju. Dogovorjena je bila tudi Friderikova poroka s Karlovo hčerko Eleanoro.